# Ігор Гал
Ігор Гал (хорв. Igor Gal, нар. 20 січня 1983, Копривниця) — хорватський футболіст, що грав на позиції захисника.
Виступав, зокрема, за клуб «Славен Белупо», а також молодіжну збірну Хорватії.

## Клубна кар'єра
Народився 20 січня 1983 року в місті Копривниця. Вихованець футбольної школи клубу «Славен Белупо». Дорослу футбольну кар'єру розпочав 2002 року в основній команді того ж клубу, в якій провів чотири сезони, взявши участь у 59 матчах чемпіонату. 
Згодом з 2006 по 2015 рік грав у складі команд «Хайдук» (Спліт), «Чайкур Різеспор», «Тирана», «Славен Белупо», «Діошдьйор», «Еносіс», «Работнічкі» та «Бальмазуйварош».
Завершив ігрову кар'єру у команді «Копер», за яку виступав протягом 2015—2016 років.

## Виступи за збірні
У 1999 році дебютував у складі юнацької збірної Хорватії (U-15), загалом на юнацькому рівні взяв участь у 9 іграх.
Протягом 2003–2004 років залучався до складу молодіжної збірної Хорватії. На молодіжному рівні зіграв у 7 офіційних матчах.